# Ernest Kulhavy
Ernest Kulhavy (* 24. Dezember 1925 in Oderberg, Tschechoslowakei; † 15. April 2020) war ein österreichischer Universitätsprofessor für Marketing. Er war von 1989 bis 1991 Rektor der Johannes Kepler Universität Linz.

## Leben
Kulhavy hatte schon früh den Außenhandel als Berufsziel erkannt und studierte in Wien Welthandel. Er schloss 1950 sein Studium mit dem Diplom ab und arbeitete in der Folge im Im- und Export. Um sein Studium mit dem Doktorat abschließen zu können, nahm Kulhavy nach zwei Jahren in der Privatwirtschaft eine Stelle als wissenschaftlicher Assistent an der Hochschule für Welthandel an, wo er seine Dissertation mit dem Thema „Exportförderung durch innervolkswirtschaftliche Verbandswirtschaften und Wirtschaftskammern“ verfasste und 1952 promovierte. Nach einem Zwischenstudium am Bologna Center der US-amerikanischen Johns Hopkins University in den Jahren 1956 bis 1957 kehrte Kulhavy nach Österreich zurück, um sich auf seine Dozentur vorzubereiten. Er erhielt jedoch ein Fellowship an der Research and Planning Division der Economic Commission for Europe der Vereinten Nationen in Genf und war im Anschluss ein Jahr bei der Europäischen Freihandelszone EFTA in Genf angestellt. Anfang der 1960er Jahre verfasste er zudem für die EFTA eine Studie über das Thema der Direktinvestitionen.
Kulhavy habilitierte sich 1960 im Fachgebiet Allgemeine Betriebswirtschaftslehre und wurde im Herbst 1963 als Professor an die Technische Universität Berlin West berufen, wo er die Gründung eines Instituts für Marketing und Management vorbereitete. Bevor es jedoch zur Gründung kam, nahm er einen Ruf an die neugegründete Hochschule in Linz an, da sich ihm so die Gelegenheit bot, nach Österreich zurückzukehren. Außerdem befasste er sich näher mit der Einführung der Operationsforschung in die Betriebswirtschaftslehre. 1966 gründete Kulhavy das Institut für Internationales Marketing an der neugegründeten Hochschule in Linz, womit Linz das erste Marketing-Institut im deutschsprachigen Raum erhielt. Beginnend mit 1968 war Kulhavy zudem 11 Jahren Professor an der Diplomatischen Akademie Wien. Im Zuge der Universitätsreform 1970 wurde der Name „Institut für Internationales Marketing“ gegen seinen Willen durch „Institut für Handel, Absatz und Marketing“ ersetzt.
Im Sommer 1975 wurde Kulhavy zum Dekan der Sozial-, Wirtschafts- und Rechtswissenschaftlichen Fakultät gewählt, wobei er in der Folge mit der Organisation der Teilung der Fakultät in eine Sozial- und Wirtschaftswissenschaftliche Fakultät bzw. in eine Rechtswissenschaftliche Fakultät betraut war. Er begründete 1979 den Marketing Club Linz und 1981 den Exportlehrgang, war ab 1970 für rund 25 Jahre Mitglied des Herausgeberbeirates der Zeitschrift Absatzwirtschaft und begründete 1981 den Exportlehrgang. Ab dem Beginn der 1980er Jahre war er zudem für mehr als 20 Jahre Konsulent einer Schweizer Unternehmung für Fragen der internationalen Kreuzfahrtindustrie. Durch die hohe Zahl von Studierenden der Handelswissenschaften an der Wirtschaftsuniversität Wien konnte Kulhavy das Studium der Handelswissenschaften zur Entlastung des Wiener Standortes auch an die Universität Linz bringen. Zwischen 1989 und 1991 wirkte er auch als Rektor der Universität Linz, wobei er das Ende des Eisernen Vorhangs zum Abschluss von Partnerschaftsverträge mit Universitäten diesen Staaten nutzte. 1994 folgte seine Emeritierung. Er zog danach mit seiner Gattin, mit der er drei Töchter hat, nach Pötzleinsdorf. Nach dem Ende seiner Unikarriere engagierte sich Kulhavy für Uni-Partnerschaften, war Beirat der Sohmen-Fernost-Stiftung und Mitglied des Instituts für den Donauraum von Erhard Busek.

## Werke (Auswahl)
- Exportförderung durch innervolkswirtschaftliche Verbandswirtschaften und Wirtschaftskammern. 1951
- Die Stellung der Operationsforschung (Operation Research) in der Betriebswirtschaftslehre. 1959
- Die Operationsforschung in Handel und Vertrieb. Vortrag, gehalten in Hamburg am 14. Juni 1962 im Rahmen der wissenschaftlichen Tagung des Verbandes der Hochschullehrer für Betriebswirtschaft. Hamburg 1962
- Operations Research – Die Stellung der Operationsforschung in der Betriebswirtschaftslehre. Wiesbaden 1963
- Auswertung des betriebswirtschaftlichen Teiles der Rationalisierungsaktion im Gast-, Schank- und Beherbergungsgewerbe. Wien 1958
- Marketing für Sparkassen. Wien 1968
- Marketing als Zentralproblem moderner Unternehmensführung. Wien 1969
- Allgemeine Betriebswirtschaftslehre. Fallstudien. Linz 1981 (gemeinsam mit Hans Mühlbacher und Hans. J. Schelling)
- Exportprobleme von Klein- und Mittelbetrieben. Eine empirische Untersuchung. Linz 1982
- Professoren der Johannes Kepler Universität Linz. Linz 1983
- Internationales Marketing. Linz 1986
- Marketing 1966-1986. Jubiläumsschrift zum 20-jährigen Bestehen des Inst. f. Handel, Absatz u. Marketing d. Univ. Linz. Linz 1986
- Österreichischer Marketingpreis-Erfolgreiche Marketingstrategien 1988. Linz 1989
- Skizzen zum Marketing. Linz 1989
- Euromarketing-Logistik. Linz 1992 (gemeinsam mit Harald Keck)
- Zukunftsperspektiven im Marketing. Linz 1994 (gemeinsam mit Klaus Czempirek)
- Marketing im Handel in Tschechien, Ungarn, Polen, der Slowakei und Österreich. Beiträge zur 3. Marketingwoche Linz 1994. Linz 1994 (gemeinsam mit Jan Ehlemann)
- Institut für Internationales Marketing der Johannes Kepler Universität Linz (JKU). Die Gründungsgeschichte des Instituts, das als erstes universitäres Institut im deutschsprachigen Raum Europas das Marketing in seinen Namen aufnahm (1966). Linz, Wien 2009

## Auszeichnungen
- 1993: Ehrendoktor der Wirtschaftsuniversität Prag
- 1994: Kulturpreis des Landes Oberösterreich
- 1994: Ehrensenator der Technischen Universität Budapest
- 1994: Großes Goldenes Ehrenzeichen für Verdienste um die Republik Österreich
- 1995: Ehrendoktor der Westböhmischen Universität Pilsen
- 1997: Ehrendoktor der Technischen Universität Prag
- 1999: Goldenes Ehrenzeichen des Landes Oberösterreich
- 2000: Ehrendoktor der Südböhmischen Universität Budweis